# Edmond Legraive
Edmond Legraive (Elsene, 29 augustus 1847 – Sint-Gillis, 14 juli 1923) was een Belgisch architect.

## Loopbaan

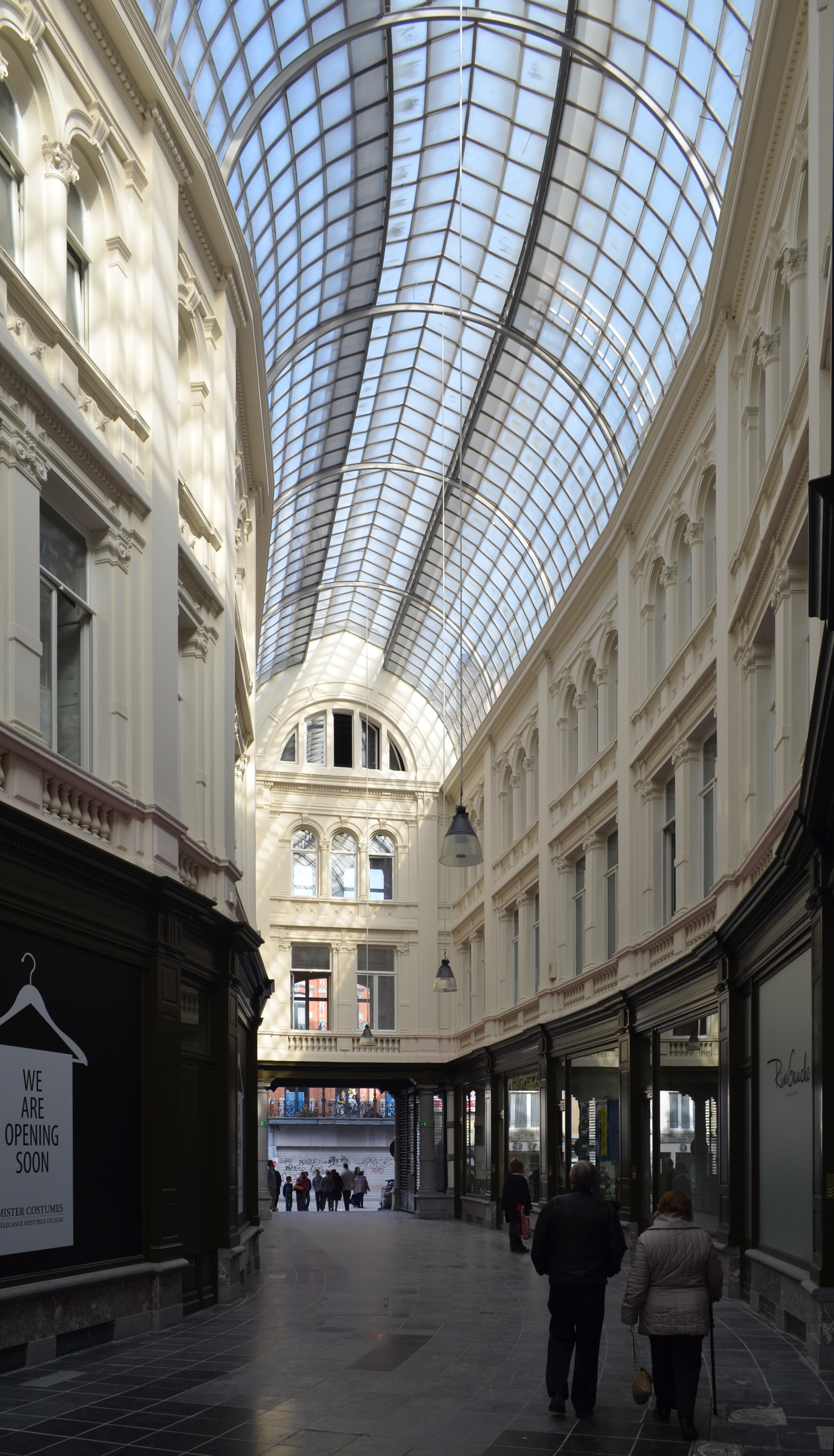
Passage de la Bourse

Legraive volgde een opleiding aan de Brusselse Kunstacademie en vervolmaakte zich in het atelier van Hendrik Beyaert. Van 1872 tot 1874 was hij medewerker van Léon Suys, die hij bijstond voor de bouw van de Centrale Hallen in Brussel (verdwenen). Hij specialiseerde zich in gebouwen met grote daken van ijzer en glas: in 1871 de Galerie du Commerce in Brussel (sterk gewijzigd), in 1877 de Hallen van Elsene (verdwenen) en in 1890 de Passage de la Bourse in Charleroi. In die laatste stad ontwierp hij ook het Koninklijk Atheneum Ernest Solvay. Na deze openbare gebouwen legde hij zich vanaf 1890 toe op particuliere woningen.

## Voetnoten
1. ↑  Galerie Hirsch / Handelsgalerij, Inventaris Bouwkundig Erfgoed (bezocht 12 januari 2025)
2. ↑  Voormalige Hallen van Elsene, Inventaris Bouwkundig Erfgoed (bezocht 12 januari 2025)